# Live EP con Kvelertak
Gojira y Kvelertak se unieron para lanzar un nuevo EP compartido con 3 temas de cada banda grabados en directo. Fue lanzado el 18 de octubre de 2013, como descarga gratuita, a través de la web oficial de Roadrunner.

## Vídeo musical
El video de la banda, para el tema "The Gift of Guilt" del álbum del año pasado L'Enfant Sauvage, captura la actuación en directo de Gojira en todo su esplendor. Las imágenes para el clip fueron filmadas en el O2 Academy Brixton de Londres, Inglaterra.

## Lista de canciones
| N.º | Título              | Duración |  |
| 1.  | «L'Enfant Sauvage»  | 3:38     |  |
| 2.  | «The Axe»           | 5:49     |  |
| 3.  | «The Gift of Guilt» | 6:12     |  |
| 4.  | «Kvelertak»         | 3:57     |  |
| 5.  | «Bruane Brenn»      | 4:33     |  |
| 6.  | «Evig Vandrar»      | 3:18     |  |

## Personal
- Joe Duplantier – voz, guitarra
- Christian Andreu – guitarra
- Jean-Michel Labadie – bajo
- Mario Duplantier – batería